# Massacro di Ciepielów
Il massacro di Ciepielów ebbe luogo l'8 settembre 1939, fu uno dei crimini di guerra della Wehrmacht durante l'invasione della Polonia: la foresta nei dintorni di Ciepielów fu il teatro di un omicidio di massa dei prigionieri di guerra polacchi del 74º reggimento di fanteria, per mano dei soldati del 15º reggimento di fanteria motorizzata dell'esercito tedesco, della 29ª divisione di fanteria motorizzata al comando del colonnello Walter Wessel.
Questo evento fu descritto come il "più famigerato" crimine di guerra commesso dai tedeschi durante l'invasione della Polonia. Il numero di morti fu stimato in 300 persone, anche se altre ricerche più recenti suggeriscono invece un numero di "oltre 250 persone".

## Antefatti
Intorno all'8 settembre, il 15º reggimento di fanteria motorizzata tedesco della 9ª divisione di fanteria motorizzata, 10ª armata tedesca, ingaggiò quanto rimaneva del 74º reggimento di fanteria polacco dell'Alta Slesia della 7ª divisione di fanteria polacca e catturò un certo numero di prigionieri di guerra. In quei giorni, le forze polacche nella regione furono già in ritirata, con la 7ª divisione che fu effettivamente distrutta il 3-4 settembre intorno a Częstochowa, con il suo comandante fatto prigioniero, il generale Janusz Gąsiorowski. Il 74º reggimento di fanteria fu quindi al comando del colonnello Wacław Wilniewczyc. Si ritiene inoltre che il reggimento abbia subito pesanti perdite durante la battaglia di Częstochowa, con alcune fonti che lo descrissero come effettivamente distrutto.

### Contesto dei crimini di guerra tedeschi
Durante l'invasione della Polonia, la Wehrmacht commise una serie di crimini di guerra, tra cui diversi massacri di prigionieri di guerra, di cui Ciepielów divenne il più noto. Le ragioni suggerite da alcuni storici per i massacri includono il sentimento di disprezzo per i soldati e i civili polacchi, incoraggiato dalla propaganda nazista che descrisse i polacchi come Untermenschen che odiano i tedeschi; molti altri storici occidentali riportano i piani formulati dallo Stato Maggiore tedesco prima dell'invasione, che autorizzò le SS a svolgere i compiti di sicurezza per conto dell'esercito come l'imprigionamento o l'esecuzione dei cittadini polacchi, ebrei o gentili.
Il 19 settembre, poco dopo l'inizio lo scoppio delle ostilità, Franz Halder, annotò nel suo diario di aver ricevuto le informazioni da Reinhard Heydrich. Le SS stavano iniziando la loro campagna per "ripulire" la Polonia dagli ebrei, dall'intellighenzia, dal clero cattolico e dall'aristocrazia. Halder fu a conoscenza degli omicidi ma non si oppose. Respinse i crimini come aberrazioni e rifiutò la richiesta di un altro generale di perseguire gli autori tra le SS e nella polizia. Inoltre, gli ufficiali tedeschi spesso trattarono i soldati polacchi catturati dietro le linee tedesche come partigiani, non come soldati regolari, e si sentirono quindi giustificati nell'ordinare la loro esecuzione sommaria: ciò portò a diverse dozzine di esecuzioni di gruppi di soldati polacchi, oltre a un numero difficile da stimare di omicidi di singoli soldati.
I più grandi massacri di prigionieri di guerra da parte dei tedeschi, oltre a Ciepielów, ebbero luogo a Katowice (circa 80 vittime), a Majdan Wielki (circa 42 vittime), Serock (circa 80 vittime), Sochaczew (circa 50 vittime), Szczucin (circa 40 vittime), Zakroczym (circa 60 vittime) e Zambrów (circa 200 vittime).
I sovietici, che durante questo periodo occuparono alcune regioni della Polonia, intrapresero altre sistematiche esecuzioni di massa di ufficiali polacchi. Dei circa 22.000 prigionieri assassinati nella foresta di Katyn' nella prima metà del 1940, circa 8.000 furono ufficiali polacchi imprigionati durante l'invasione sovietica della Polonia del 1939, mentre altri 6.000 furono agenti di polizia e il resto furono intellettuali polacchi.

## Il massacro
Il massacro fu documentato dalle foto e dalle memorie di un soldato tedesco anonimo, presente in uno scontro in cui i soldati polacchi tesero un'imboscata e uccisero oltre una dozzina di soldati tedeschi dell'11ª compagnia del 15º reggimento, incluso il capitano Lewinsky, comandante della compagnia. Un certo numero di soldati polacchi furono in seguito catturati e Walter Wessel, comandante del 15º reggimento di fanteria motorizzata tedesco, ordinò loro di spogliarsi delle loro uniformi e di dichiararsi partigiani e li fece portare in un luogo appartato vicino al villaggio di Dąbrowa dove furono fucilati. L'autore anonimo delle memorie arrivò in quel luogo dopo aver sentito degli spari e contò circa 300 corpi in un fosso lungo la strada. Quei documenti furono ricevuti dalla missione militare polacca in Germania a Berlino Ovest nel 1950.

## Numero di vittime
Nel 1970 la Commissione per le indagini sui crimini nazisti in Polonia (in polacco: Główna Komisja Badania Zbrodni Niemieckich w Polsce) chiese all'Ufficio centrale tedesco per le indagini sui crimini nazionalsocialisti (in tedesco: Zentrale Stelle der Landesjustizverwaltungen zur Aufklärung nationalsozialistischer Verbrechen) di approfondire il caso. L'ufficio tedesco dichiarò che il colonnello Wessel morì in Italia, come inconcludenti le interviste agli altri soldati sopravvissuti e concluse con una dichiarazione che la battaglia di Ciepielów provocò 13 vittime tedesche e 250 polacche.
Alcuni altri resoconti tedeschi fornirono le stime dei prigionieri uccisi in questo massacro come 250 o 150 persone, il secondo resoconto suggerisce anche che un numero imprecisato di ulteriori esecuzioni abbia avuto luogo il 9 settembre.
A partire dal 2019, l'Istituto della memoria nazionale - Commissione per il perseguimento dei crimini contro la nazione (in polacco: Instytut Pamięci Narodowej - Komisja Ścigania Zbrodni przeciwko Narodowi Polskiemu) afferma che il numero delle vittime del massacro è di "almeno 250 persone", e inoltre che i soldati tedeschi della 29ª divisione uccisero dozzine di altre persone, inclusi i prigionieri di guerra, nonché i civili ebrei polacchi ed ebrei, a Ciepielów e nelle sue vicinanze l'8 settembre e nei giorni successivi.
Mentre la maggior parte delle fonti polacche fissa il numero dei prigionieri di guerra uccisi in questo evento a 300 persone (come nella valutazione fornita dall'Encyklopedia PWN), lo storico polacco Tomasz Sudoł afferma che il numero comunemente accettato è probabilmente esagerato poiché il racconto nel diario dell'anonimo tedesco e i corpi da lui osservati non provenivano necessariamente tutti dall'esecuzione dei prigionieri di guerra; alcuni potrebbero essere caduti durante la battaglia stessa. I tedeschi furono autori anche di una serie di altre esecuzioni contro i prigionieri di guerra in quel periodo e nelle vicinanze di Ciepielów, come nel caso dell'omicidio dei prigionieri a Cukrówka; le vittime delle esecuzioni nei diversi siti potrebbero essere state sepolte nello stesso luogo: tale questione è ulteriormente confusa dal fatto che le riesumazioni e le sepolture del dopoguerra furono fatte in fretta e senza sufficiente diligenza. Infine, Sudoł afferma che alcune delle fotografie associate all'evento potrebbero in realtà provenire da eventi simili accaduti in luoghi vicini e che furono semplicemente raggruppate nello stesso ambito.

## Commemorazione
L'evento divenne noto come il crimine di guerra più infame commesso dai tedeschi durante l'invasione della Polonia, o comunque descritto come il peggiore crimine di guerra commesso dai tedeschi le cui vittime furono i soldati polacchi regolari.
Da molti anni, nell'anniversario del massacro, il villaggio di Ciepielów organizza un evento commemorativo, incentrato sul monumento alle vittime. Le attività di commemorazione includono dei canti patriottici, tra cui l'inno della Polonia, una messa religiosa, l'offerta di fiori e un discorso del wójt della Gmina Ciepielów, oltre alla cerimonia di premiazione delle persone che promuovono la storia locale e la distribuzione pubblica della tradizionale zuppa di piselli.
Il massacro fu riportato anche sulla tomba del milite ignoto a Varsavia. La tomba del milite ignoto è un monumento di Varsavia dedicato ai soldati ignoti che diedero la loro vita per la Polonia. È una delle tante tombe nazionali di ignoti che furono erette dopo la guerra e il più importante monumento di questo tipo in Polonia.